# Sociedad comunista

Comunismo

En el pensamiento marxista, la sociedad comunista es el tipo de sociedad y sistema económico postulado para emerger de los avances tecnológicos en las fuerzas productivas, que representa el objetivo del 
comunismo. Una sociedad comunista se caracteriza por la propiedad social de los medios de producción, que carece de clases sociales, lo que implicaría el fin al trabajo asalariado porque los trabajadores serán los dueños de los medios de producción. También se caracteriza por la ausencia o el final del Estado.
El comunismo es una etapa específica del desarrollo socioeconómico basada en una superabundancia de riqueza material, que se postula que surge de los avances en la tecnología de producción y los cambios correspondientes en las relaciones sociales de producción. Esto permitiría una distribución basada en la necesidad y relaciones sociales basadas en productores asociados libremente.
El término "sociedad comunista" debe distinguirse del concepto occidental de "estado comunista", refiriéndose este último a un estado gobernado por un partido único mediante la dictadura del proletariado como lo profesa el marxismo-leninismo desarrollado por Iósif Stalin tras la muerte de Vladimir Ilich Ulianov Lenin en la Unión Soviética, este sistema desapareció en diciembre de 1991.

## Aspectos económicos
Un sistema económico comunista se caracterizaría por una tecnología productiva avanzada que permita la abundancia de materiales, lo que a su vez permitiría la libre distribución de la mayoría o toda la producción económica y la posesión de los medios para producir esta producción en común. En este sentido, el comunismo se diferencia del socialismo, que por necesidad económica, restringe el acceso a artículos de consumo y servicios basados en la contribución de cada uno.
En contraste con los sistemas económicos anteriores, el comunismo se caracterizaría por la tendencia de recursos naturales y los medios de producción en común, en oposición a que sean de propiedad privada (como en el caso del capitalismo) o propiedad de organizaciones públicas o cooperativas que también restringen su acceso (como en el caso del socialismo). En este sentido, el comunismo implica la "negación de la propiedad privada de los medios de producción" en la medida en que habría pocas razones económicas para el control exclusivo sobre los activos de producción en un entorno de abundancia material.
El sistema económico comunista completamente desarrollado se postula para desarrollarse a partir de un sistema socialista precedente. Marx sostenía la opinión de que el socialismo, un sistema basado en la propiedad social de los medios de producción, permitiría avanzar hacia el desarrollo de un comunismo plenamente desarrollado mediante el avance de la tecnología productiva. Bajo el socialismo, con sus niveles crecientes de automatización, una proporción creciente de bienes se distribuiría libremente.

## Aspectos sociales

### Individualidad, libertad, y creatividad
Una sociedad comunista liberaría a los individuos de largas horas de trabajo al automatizar primero la producción hasta el punto de reducir la duración promedio de la jornada laboral y, segundo, al eliminar la explotación inherente a la división entre trabajadores y propietarios. Por lo tanto, un sistema comunista liberaría a los individuos de la alienación en el sentido de tener su propia vida estructurada en torno a la supervivencia (haciendo un jornal o salario en un sistema capitalista), lo que Marx denominó una transición del "reino de la necesidad" al "reino de la libertad". Como resultado, se considera que una sociedad comunista está compuesta por una población intelectualmente inclinada, con el tiempo y los recursos para perseguir sus pasatiempos creativos e intereses genuinos, y para contribuir a la riqueza social creativa de esta manera. Karl Marx considera que la "verdadera riqueza" es la cantidad de tiempo que uno tiene a su disposición para perseguir sus pasiones creativas. La noción de Marx del comunismo es así radicalmente individualista.
El concepto de Marx del "reino de la libertad" va de la mano con su idea del fin de la división del trabajo, que no sería necesaria en una sociedad con una producción altamente automatizada y funciones laborales limitadas.
En una sociedad comunista, la necesidad económica y las relaciones dejarían de determinar las relaciones culturales y sociales. A medida que se elimina la escasez, cesa el trabajo alienado y las personas son libres de perseguir sus objetivos individuales.

### Política, derecho y gobierno
Marx y Engels sostuvieron que una sociedad comunista no tendría necesidad del estado como existe en la sociedad capitalista contemporánea. El estado capitalista existe principalmente para imponer relaciones económicas jerárquicas, para imponer el control exclusivo de la propiedad y para regular las actividades económicas capitalistas, todo lo cual no sería aplicable a un sistema comunista.
Engels señaló que en un sistema socialista, la función principal de las instituciones públicas pasará de ser la creación de leyes y el control de las personas a un rol técnico como administrador de los procesos de producción técnicos, con una disminución en el alcance de las políticas tradicionales como administración científica asume el papel de la toma de decisiones políticas. La sociedad comunista se caracteriza por procesos democráticos, no solo en el sentido de democracia electoral, sino en el sentido más amplio de entornos sociales y laborales abiertos y colaborativos.
Marx nunca especificó claramente si pensaba o no que una sociedad comunista sería justa; otros pensadores han especulado que él pensaba que el comunismo trascendería la justicia y crearía una sociedad sin conflictos, por lo tanto, sin las necesidades de reglas de justicia.

### Etapas de transición
Marx también escribió que entre la sociedad capitalista y la comunista, habría un período transitorio conocido como la dictadura del proletariado. Durante esta fase precedente de desarrollo social, las relaciones económicas capitalistas serían abolidas gradualmente y reemplazadas por el socialismo. Los recursos naturales se convertirían en propiedad pública, mientras que todos los centros de fabricación y los lugares de trabajo serían de propiedad social y administrados democráticamente. La producción se organizaría mediante una evaluación y planificación científica, eliminando así lo que Marx llamó "la anarquía en la producción". El desarrollo de las fuerzas productivas llevaría a la marginación del trabajo humano en la mayor medida posible, para ser reemplazado gradualmente por el trabajo automatizado.

## Producción de código abierto y de pares
Muchos aspectos de una economía comunista han surgido en las últimas décadas en forma de software y hardware de código abierto, donde el código fuente y, por lo tanto, los medios para producir software se tienen en común y son de libre acceso para todos; y a los procesos de producción entre pares donde los procesos de trabajo colaborativo producen software disponible de forma gratuita que no depende de la valoración monetaria. Michel Bauwens yuxtapone la producción de código abierto y de pares con la "producción de mercado".
Ray Kurzweil postula que los objetivos del comunismo se realizarán mediante desarrollos tecnológicos avanzados en el siglo XXI, donde la intersección de los bajos costos de fabricación, la abundancia de materiales y las filosofías de diseño de código abierto permitirán la realización de la máxima "de cada uno según su capacidad, a cada uno según sus necesidades".

## En la ideología soviética
El sistema económico comunista fue oficialmente enumerado como el objetivo final del Partido Comunista de la Unión Soviética (PCUS) en su plataforma de partido. Según el Programa de 1986 del PCUS:

El comunismo es un sistema social sin clases con una forma de propiedad pública de los medios de producción y con la plena igualdad social de todos los miembros de la sociedad. Bajo el comunismo, el desarrollo integral de las personas estará acompañado por el crecimiento de las fuerzas productivas sobre la base del progreso continuo en la ciencia y la tecnología, todos los manantiales de la riqueza social fluirán abundantemente, y el gran principio "De cada uno según su capacidad, a cada uno según sus necesidades" será implementada. El comunismo es una sociedad altamente organizada de trabajadores libres y socialmente conscientes, una sociedad en la que se establecerá el autogobierno público, una sociedad en la que el trabajo por el bien de la sociedad se convertirá en el principal requisito vital de todos, una necesidad claramente reconocida, y La capacidad de cada persona se empleará para el mayor beneficio de las personas.
La base material y técnica del comunismo presupone la creación de aquellas fuerzas productivas que abren oportunidades para la plena satisfacción de los requisitos razonables de la sociedad y del individuo. Todas las actividades productivas bajo el comunismo se basarán en el uso de instalaciones y tecnologías técnicas altamente eficientes, y se garantizará la interacción armoniosa del hombre y la naturaleza.
En la fase más alta del comunismo, el carácter social directo del trabajo y la producción quedará firmemente establecido. Mediante la eliminación completa de los remanentes de la antigua división del trabajo y las diferencias sociales esenciales asociadas con ella, se completará el proceso de formación de una sociedad socialmente homogénea.
El comunismo significa la transformación del sistema de autogobierno socialista por parte del pueblo, de la democracia socialista en la forma más alta de organización de la sociedad: el autogobierno público comunista. Con la maduración de las precondiciones socioeconómicas e ideológicas necesarias y la participación de todos los ciudadanos en la administración, el estado socialista, dadas las condiciones internacionales adecuadas, se convertirá, como señaló Lenin, en una forma de transición "de un estado a un no estado". Las actividades de los organismos estatales serán de naturaleza no política, y la necesidad del estado como institución política especial desaparecerá gradualmente.
Rasgo inalienable del modo de vida comunista es el alto nivel de conciencia, participación social, disciplina y autodisciplina de los miembros de la sociedad, con el cual la observancia de las normas únicas, universalmente aceptadas, de la convivencia comunista se convierte en necesidad interna y costumbre de cada individuo.
El comunismo es un sistema social bajo el cual el libre desarrollo de cada uno es una condición para el libre desarrollo de todos.

En la teoría política de Vladímir Lenin, una sociedad sin clases sería una sociedad controlada por los productores directos, organizada para producir de acuerdo con objetivos gestionados socialmente. Lenin sugirió que esta sociedad desarrollaría hábitos que gradualmente harían innecesaria la representación política, ya que la naturaleza radicalmente democrática de los soviéticos llevaría a los ciudadanos a estar de acuerdo con el estilo de gestión de los representantes. Solo en este ambiente, sugirió Lenin, el estado podría desaparecer (Withering away of the state), iniciando un período de comunismo sin estado.
En la ideología soviética, los conceptos de Marx de las "fases más bajas y más altas del comunismo" articuladas en la Crítica del Programa de Gotha se reformularon como las etapas del "socialismo" y el "comunismo". El estado soviético afirmó haber comenzado la fase de "construcción socialista" durante la implementación de los primeros planes quinquenales durante la década de 1930, que introdujo una economía nacionalizada/colectivizada de planificación centralizada. El Programa de 1962 del Partido Comunista de la Unión Soviética, publicado bajo la dirección del revisionista y contrarrevolucionario Nikita Jrushchov, afirmó que el socialismo se había establecido firmemente en la URSS, y que el estado ahora avanzaría a la "construcción a gran escala del comunismo", aunque esto puede entenderse que se refiere a los "fundamentos técnicos" del comunismo más que a la extinción del estado y la división del trabajo per se. Sin embargo, incluso en la edición final de su programa antes de la disolución del partido, el PCUS no afirmó haber establecido el comunismo, sino que afirmaba que la sociedad estaba experimentando un proceso de transición muy lento y gradual.

## Ejemplos pasados

### Sociedades paleolíticas
Los propios Marx y Engels reconocieron que en el pasado remoto habían existido sociedades comunistas, sin clases sociales, con propiedad común de los medios de producción y apátridas. De hecho, el paleolítico cubre cerca del 95% de la existencia de la especie humana, estuvo dominado por sociedades con esas características. El paleolítico se extiende desde hace unos 200 mil años, a hace unos 10 mil años, y por lo que la antropología reconstruye se trata de sociedades relativamente igualitarias, donde pudo existir propiedad privada, pero la mayor parte de actividades de producción de alimentos, utensilios y enseres se realizaban por todo el grupo humano y los medios de producción usados no eran privativos de nadie. Sí existiría cierta diferencia entre las tareas asignadas a hombres adultos y mujeres adultas. Ya que en muchas sociedades cazadoras-recolectoras son los hombres los que suelen cazar, si bien la mayor parte del ingreso de alimentos procede de la recolección usualmente a cargo de mujeres, niños y ancianos. Dichas sociedades mostraron gran estabilidad debido a que el cambio tecnológico era muy lento. Todos los adultos del mismo sexo tenían esencialmente los mismos conocimientos, y existía poca especialización. Las diferencias deberían ser más bien de actitudes personales y de capacidades personales. Este tipo de sociedades comunistas fueron llamadas de comunismo primitivo por los propios Marx y Engels.

## Lectura adicional
- Ollman, Bertell. "La visión de Marx del Comunismo", Dialectical Marxism, Universidad de Nueva York.
- Rigi, Jakob. "Producción en pares como alternativa al Capitalismo: Un Nuevo Horizonte Comunista", Journal of Peer Production.

- Datos: Q5154552

Si funciona